# Lody Kragt
Lody Kragt (1948) is een Nederlands voormalig voetballer. Hij stond van 1968 tot 1978 onder contract bij PEC Zwolle. Hij speelde als aanvaller. In het seizoen 1969/70 werd hij met 15 doelpunten topscorer van de Zwolse club. In 1978 ging hij verder bij de amateurs van WVF.

## Carrièrestatistieken
| Seizoen         | Club            | Land            | Competitie      | Competitie | Competitie | Beker | Beker | Internationaal | Internationaal | Overig | Overig | Totaal | Totaal |
| Seizoen         | Club            | Land            | Competitie      | Wed.       | Dlp.       | Wed.  | Dlp.  | Wed.           | Dlp.           | Wed.   | Dlp.   | Wed.   | Dlp.   |
| --------------- | --------------- | --------------- | --------------- | ---------- | ---------- | ----- | ----- | -------------- | -------------- | ------ | ------ | ------ | ------ |
| 1968/69         | PEC             | Nederland       | Tweede divisie  | –          | 0          | 0     | 0     | –              | –              | –      | –      | –      | 0      |
| 1969/70         | PEC             | Nederland       | Tweede divisie  | –          | 15         | 1     | 0     | –              | –              | –      | –      | –      | 15     |
| 1970/71         | PEC             | Nederland       | Tweede divisie  | –          | 10         | 0     | 0     | –              | –              | –      | –      | –      | 10     |
| 1971/72         | PEC Zwolle      | Nederland       | Eerste divisie  | –          | 5          | 1     | 0     | –              | –              | –      | –      | –      | 5      |
| 1972/73         | PEC Zwolle      | Nederland       | Eerste divisie  | –          | 2          | 2     | 0     | –              | –              | 6      | 2      | –      | 4      |
| 1973/74         | PEC Zwolle      | Nederland       | Eerste divisie  | –          | 0          | 2     | 0     | –              | –              | –      | –      | –      | 0      |
| 1974/75         | PEC Zwolle      | Nederland       | Eerste divisie  | –          | 0          | –     | 0     | –              | –              | –      | 0      | –      | 0      |
| 1975/76         | PEC Zwolle      | Nederland       | Eerste divisie  | –          | 0          | 0     | 0     | –              | –              | –      | 0      | –      | 0      |
| 1976/77         | PEC Zwolle      | Nederland       | Eerste divisie  | –          | 0          | –     | 0     | –              | –              | –      | 0      | –      | 0      |
| 1977/78         | PEC Zwolle      | Nederland       | Eerste divisie  | –          | 0          | –     | 0     | –              | –              | –      | –      | –      | 0      |
| Carrière totaal | Carrière totaal | Carrière totaal | Carrière totaal | –          | 37         | 0     | 0     | 0              | 0              | 0      | 2      | –      | 39     |

## Erelijst

### MetPEC Zwolle
| Nationaal               |    |         |
| Kampioen Eerste divisie | 1x | 1977/78 |